# Torin Francis
Torin Jamal Francis (Boston, 26 giugno 1983) è un ex cestista statunitense con cittadinanza giamaicana.
Centro di 210 cm per 116 kg, ha giocato in Serie A italiana con l'Orlandina Basket e la Pallacanestro Cantù e in Israele con l'Hapoel Gerusalemme BC.

## Caratteristiche tecniche
Torin Francis ha una buona stazza, che gli permette di compiere dei movimenti molto efficaci nel ruolo di centro. Ha un buon salto e delle buone capacità a rimbalzo, tagliafuori e in difesa. Inoltre è agile per la sua stazza ed è anche un buon corridore. Viene definito un giocatore intelligente anche al di fuori del parquet.
Ha tuttavia dei problemi con gli infortuni, che lo hanno privato dell'esplosività nelle gambe e lo hanno bloccato psicologicamente. Proprio questa sua debolezza non gli ha permesso di ripetersi al college dopo un primo anno straordinario. Ha preso parte a due raduni pre-draft, ma già allora sembrava difficile una sua eventuale scelta.

## Carriera

### Club
Torin Francis è il secondo dei sei figli di Byrnell Francis Smikle. Cresciuto nella Tabor Academy, high school di Boston, ha frequentato per quattro anni la University of Notre Dame. Lì è entrato a far parte della squadra di basket. Nel 2002, come freshman, è stato scelto per la squadra All-Big East Rookie ed è stato il miglior rimbalzista dei Fighting Irish. Inizia in ritardo la stagione successiva per un problema alla schiena, ma è ancora il miglior rimbalzista e gli viene concessa una Honorable Mention All-Big East.
Ancora leader nei rimbalzi nel 2004-05, perde l'ultima parte del campionato a causa di un intervento per un'ernia del disco. Si dichiara quindi eleggibile per il Draft NBA 2005, per poi rinunciare. Conclude così la sua carriera universitaria da co-capitano, ancora al primo posto nella sua squadra come rimbalzi e stoppate. Al Draft NBA 2006, tuttavia, non viene scelto da alcuna squadra.
Giunge così nel campionato italiano, firmando un contratto annuale con l'Orlandina Basket. Gioca 16 gare da titolare e ottiene una media di quasi 7 punti a partita, con 5 rimbalzi.  Nel 2007-08 firma un altro contratto annuale con la Tisettanta Cantù. Trova più spazio con in canturini, in quanto gioca tutte le partite della stagione regolare e dei play-off da titolare, con 10 punti di media, 7 rimbalzi e una valutazione media pari a 12,8.
Nel 2008-09 passa alla A1 Ethniki, con la maglia del PAE Athlitiki Enosi Larissa 1964. Nel marzo 2009 viene acquistato dall'Hapoel Gerusalemme BC.

## Statistiche

### Presenze e punti nei club
Statistiche aggiornate al 30 giugno 2008
| Stagione        | Squadra             | Competizione | Partite | Partite | Partite | Statistiche tiro | Statistiche tiro | Statistiche tiro | Altre statistiche | Altre statistiche | Altre statistiche | Altre statistiche | Altre statistiche |
| Stagione        | Squadra             | Competizione | Pres.   | Titol.  | Minuti  | Tiri da 2        | Tiri da 3        | Liberi           | Rimb.             | Assist            | Rubate            | Stopp.            | Punti             |
| --------------- | ------------------- | ------------ | ------- | ------- | ------- | ---------------- | ---------------- | ---------------- | ----------------- | ----------------- | ----------------- | ----------------- | ----------------- |
| 2006-2007       | Upea Capo d'Orlando | Serie A      | 34      | 16      | 683     | 93/163           | 0/1              | 38/73            | 169               | 8                 | 29                | 15                | 224               |
| 2007-2008       | Tisettanta Cantù    | Serie A      | 38      | 38      | 936     | 135/219          | 1/1              | 103/159          | 256               | 16                | 51                | 19                | 376               |
| 2008-2009       | AE Larissa          | A1 Ethniki   | 20      |         | 663     | 111/191          | 8/25             | 82/122           | 171               | 15                | 27                | 8                 | 328               |
| 2008-2009       | Hapoel Gerusalemme  | Ligat ha'Al  | -       | -       | -       | -                | -                | -                | -                 | -                 | -                 | -                 | -                 |
| Totale carriera |                     |              |         |         |         |                  |                  |                  |                   |                   |                   |                   |                   |

## Palmarès
- McDonald's All-American Game (2002)